# James Gathers
James F. Gathers, detto Jimmy (Sumter, 17 giugno 1930 – Alcoa, 1º giugno 2002), è stato un velocista statunitense, medaglia di bronzo nei 200 metri piani ai Giochi olimpici di Helsinki 1952.

## Palmarès
| Anno | Manifestazione  | Sede     | Evento      | Risultato | Prestazione | Note |
| ---- | --------------- | -------- | ----------- | --------- | ----------- | ---- |
| 1952 | Giochi olimpici | Helsinki | 200 m piani | Bronzo    | 20"8        |      |